# Байков, Иван Иванович (архитектор)
Иван Иванович Байков (25 мая 1869, Санкт-Петербург — 15 ноября 1937, Пятигорск) — русский архитектор, много работавший на Кавказских Минеральных Водах (КМВ).

## Биография
Родился 25 мая 1869 года в Санкт-Петербурге, хотя был гражданином Финляндии. Его дед был купцом из города Сердоболя (Сортавала).
В 1888 году окончил Санкт-Петербургское первое реальное училище, в 1893 году — Институт гражданских инженеров. Затем занимался постройкой больничных зданий и водопровода в Тульской губернии.
Летом 1895 года перешёл на службу в Министерство земледелия и государственных имуществ, став главным архитектором при Управлении Кавказских минеральных вод (КМВ). Руководил курортным строительством на КМВ с 1895—1918 годы. До 1928 года работал инженером на КМВ, преподавал. За 33 года службы на КМВ им было построено свыше 150 различных сооружений и составлено более сотни проектов. Он руководил постройкой Гидропатического заведения в Пятигорске, Соляно-Щелочных ванн в Ессентуках, дворца Эмира Бухарского в Железноводске и многих других крупных зданий на КМВ.
По его проектам построены химическая лаборатория и сейсмическая станция Управления КМВ в Казённом саду (впоследствии — парк Кирова) Пятигорска, временный памятник на месте дуэли М. Ю. Лермонтова, ансамбль «Стеклянная струя» в Кисловодске и ряд различных инженерных сооружений таких например, как, провальский водопровод.
Скончался 15 ноября 1937 года в Пятигорске, где и был похоронен.

## Галерея

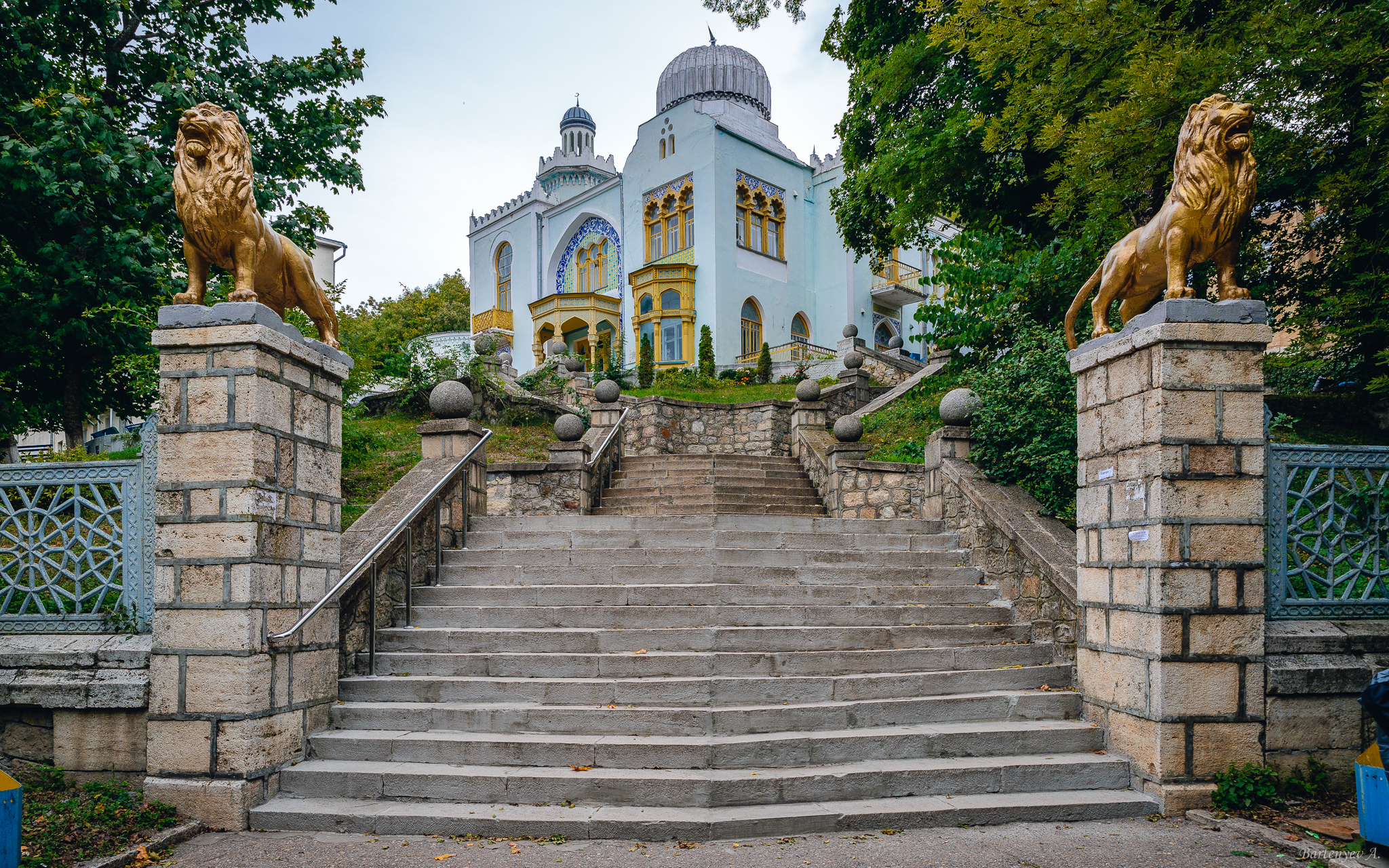
Дворец эмира Бухарского, Железноводск
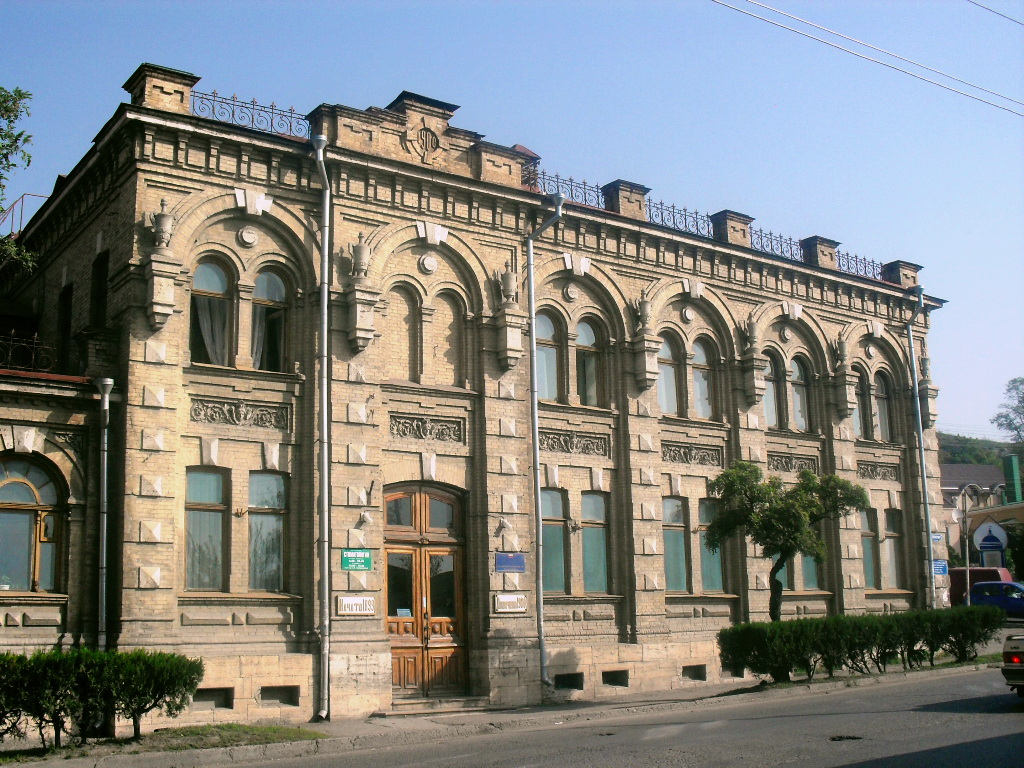
Гидропатическое заведение (Нижняя радоновая лечебница) в Пятигорске